# Matsukura Shigemasa
Matsukura Shigemasa (松倉 重政, 1574 – 19 de novembro de 1630) foi um senhor feudal japonês dos períodos Sengoku e Edo. Ele manteve o título de Bingo ko no Kami. Adquiriu 60.000 koku do domínio de Shimabara em Kyushu, em 1600. Ele também ficou famoso por ser o senhor do domínio ao qual foi epicentro da Rebelião de Shimabara em 1638. O filme 47 Ronins ilustra de forma poética a veracidade desses fatos.

## Primeiro anos
Matsukura Shigemasa nasceu em 1574 na Província de Yamato, o filho de Matsukura Ukon Shigenobu, um retentor do Clã Tsutsui. Entretanto, após a morte de Tsutsui Junkei, o Clã Tsutsui se mudou para a Província de Iga, e Matsukura permaneceram em Yamato, sob a supervisão do Clã Toyotomi. Em 1600 ele lutou na Batalha de Sekigahara, e por seus meritos foi premiado senhorio do Castelo Gojo-Futami por Tokugawa Ieyasu. Por suas ações meritórias no exército Tokugawa na frente Domyoji da Campanha de Verão de Osaka, ele foi premiado com um aumento de salário e foi transferido em 1616 para Hinoe na Província de Hizen, um domínio de 43.000 koku que anteriormente havia pertencido a Arima Harunobu.

## Sobretributação e perseguição
Em 1618, de acordo com o Ikkoku-ichijo 一国一城 ("Um castelo por província") ordem estabelecida pelo Xogunato Tokugawa, Shigemasa desmantelou seus castelos de Hara e Hinoe, e começou a construção do novo Castelo de Shimabara (também conhecido como Castelo Matsutake). Os castelos estavam em um custo muito maior do que o domínio podia pagar, logo Shigemasa aumentou drasticamente os impostos.
Em 1621, começou a perseguição dos cristãos, com práticas de mutilatação e torturas, além das restrições cada vez mais rigorosas ordenadas pelo xogum Tokugawa Iemitsu. Em Shimabara, o clã Matsukura torturava os cristãos fervendo-os vivos, iniciado em 1627. Em 1629, Shigemasa aproximou-se do magistrado de Nagasaki Takenaka Danjo no Sho Shigeyoshi e se ofereceu para fazer o mesmo para todos os cristãos em Nagasaki. Takenaka concordou.

## Planos para Luzon
Subsequentemente, Shigemasa tinha esperanças de dificultar ainda mais a segurança dos cristãos para atacar Luzon, nas Filipinas. O Xogunato Tokugawa não aprovou o seu governo de ferro.

## Morte e sucessão familiar
Ele morreu em 1630. E há teoria de que ele foi envenenado pelo Xogunato, o que não é claro. A chefia da família foi passada para seu filho Matsukura Katsuie, entretanto, como Katsuie continuou com as medidas de seu pai, os camponeses e samurais sem mestre (Ronin) pela morte de Matsukura Shigemassa dentro do domínio se revoltaram, iniciando a Rebelião de Shimabara. A dinastia feudal Matsukura chegou ao fim quando Katsuie foi decapitado por ordem shogunal, e o Shogunato colocou o domínio sob os cuidados de Mori Nagatsugu (senhor do Domínio de Tsuyama da Província de Mimasaka), antes de passar o domínio para a família Koriki, que foi transferida a partir de Hamamatsu, na Província de Tōtōmi.